# Église Santa Maria presso San Satiro
L'église Santa Maria presso San Satiro est une église paroissiale de Milan, dans la région Italienne de Lombardie. La construction de l’église fut entreprise à la fin du XVe siècle par la volonté du duc Gian Galeazzo Sforza et plus tard poursuivie par Ludovic le Maure dans le cadre d’un ambitieux programme de renouvellement des arts dans le duché, qui prévoyait notamment d’appeler à la cour milanaise des artistes de toute l’Italie : le bâtiment a, en effet, été conçu selon de nouvelles formes Renaissance importées dans le duché par Donato Bramante. L’église, construite en incorporant le plus ancien sacello de San Satiro dont elle prit le nom, est célèbre pour abriter le faux chœur en trompe-l’œil du polymathe marchisan, chef-d’œuvre de la perspective et de la Renaissance géométrique urbinate.

## Origines
L'église actuelle s'élève à l'emplacement d'un sacellum primitif élevé durant le dernier quart du IXe siècle par l'archevêque Anspertus et dédié à saint Satyr de Milan.
L’année exacte de la fondation remonterait à 876 selon l’historien médiéval Filippo di Castelseprio, à 868 selon Serviliano Lattuada dans sa Description de Milan, à 869 selon l’Historia Patriae de l’historien milanais Tristano Calco.
La présence de cette église est mentionnée dans des documents datés de 972, 1087 et 1103, confirmant la juridiction des moines bénédictins de Saint-Ambroise sur le petit édifice de culte et sur le xénodochium annexe.
Le noyau le plus ancien du complexe fut fondé au IXe siècle par la volonté d’Ansperto, évêque de Milan, comme une petite église dédiée à saint Satyre, confesseur et frère de saint Ambroise et de sainte Marcelline, ainsi qu'à saint Sylvestre et saint Ambroise.
De nature plus incertaine, la présence d’une église antérieure, séparée du chœur, sur la zone de l’actuelle Sainte-Marie près Saint Satyr : ce bâtiment serait confirmé par un document décrivant la consécration d’une église donnée par Aribert d’Intimien dans cette zone en 1036.
Cette église n’apparaît cependant pas dans un document daté de 1466 où étaient énumérées les églises de la ville de l’époque.
L'événement miraculeux qui vit l’image de la Vierge à l’Enfant, placée à l’extérieur du sacellum, saigner à la suite d’un coup de couteau infligé par Massazio da Vigolzone remonterait à 1242 ; l’image resta exposée sur un autel à l’extérieur du sanctuaire, jusqu’à ce qu’environ deux siècles plus tard, il ait été décidé de construire un temple dans lequel abriter l’œuvre.

## L’édifice actuel

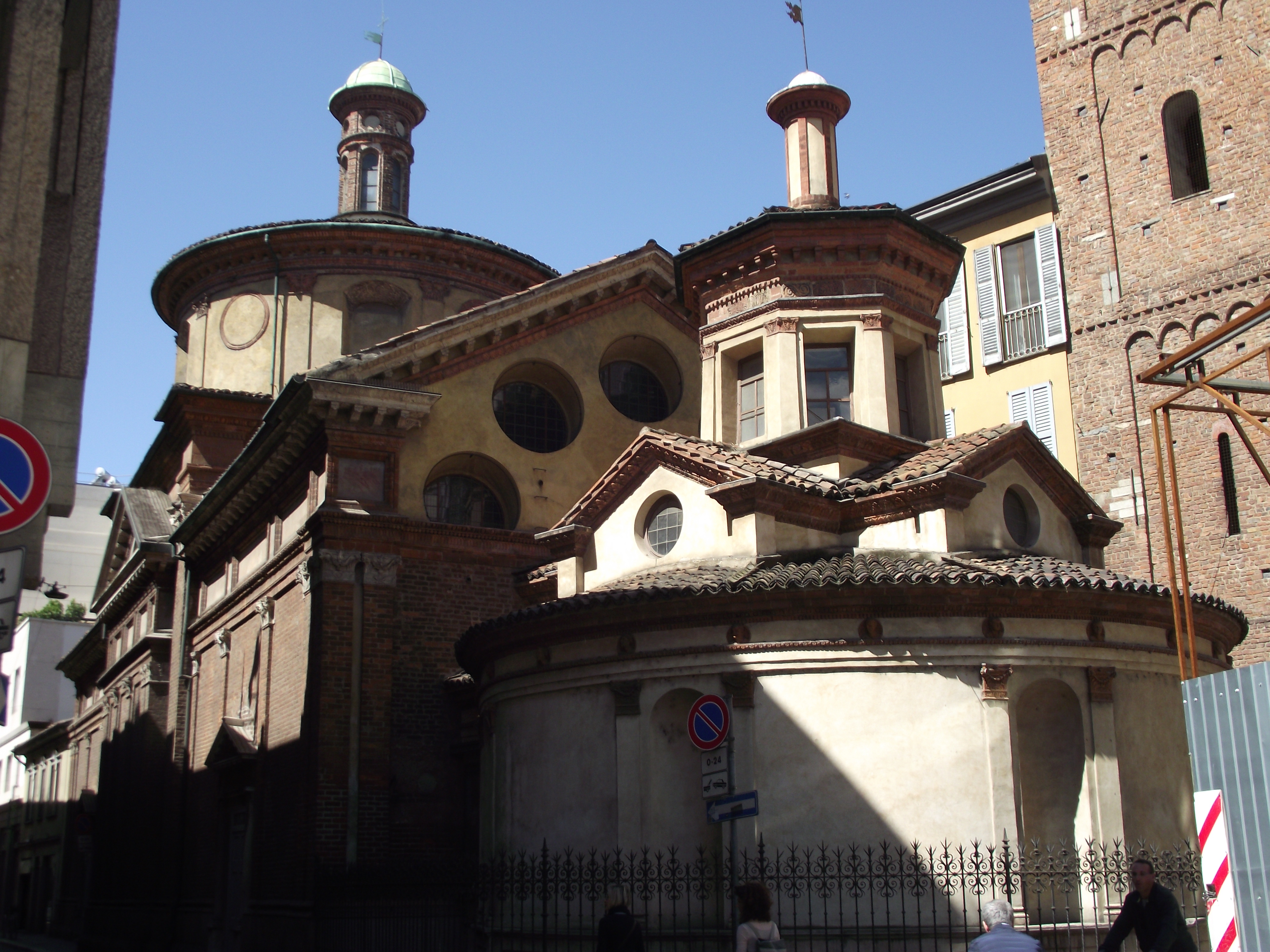
Vue extérieure de Santa Maria presso San Satiro

L’édifice actuel a été construit quant à lui entre 1472 et 1482, sur commande du duc Galéas Marie Sforza, et la construction poursuivie par Ludovic Sforza (dit il Moro) dans le cadre d’un ambitieux programme de renouvellement des arts dans le duché de Milan, qui prévoyait entre autres d’appeler à la cour milanaise des artistes de toute l’Italie : le bâtiment a en effet été conçu selon de nouvelles formes Renaissantes importées dans le duché par le polymathe marchisan Donato Bramante.
Les terrains achetés en 1474, les travaux pour la construction de la nouvelle église commencèrent en 1478 par volonté du duc Gian Galeazzo Sforza et de la mère régente Bona di Savoia, avec le double objectif de consolider le culte marial et d’embellir la ville avec un édifice monumental de valeur :
L’engagement de Donato Bramante n’a eu lieu qu’entre 1480 et 1482.
En 1483, est attestée la première commission pour la décoration intérieure du sculpteur de l’école de Padoue Agostino Fonduli, alors que la structure murale était déjà achevée.
En 1486, les travaux de décoration de la voûte ont commencé, tandis que la même année, Giovanni Antonio Amadeo a été embauché pour la réalisation de la façade, qui n’a été achevée que par le socle et n’a jamais été achevée.
Une hypothèse suggestive, dérivée de certains projets présents dans le code Ashburnham, suggère la présence de Leonardo Da Vinci sur les chantiers de restauration du sacellum de San Satyr exécutés entre 1492 et 1499.
Les projets de Léonard ne furent jamais réalisés au profit de la solution de Donato Bramante.
Les travaux de décoration extérieure de l’église furent définitivement achevés en 1518.

## L’Autel en Trompe-l’œil de Donato Bramante
Solution pratique autant que prouesse illusionniste ingénieuse en réponse au passage extérieur d’un axe important empêchant le creusement du chœur, l’Autel de Donato Bramante est le premier exemple connu d’« architecture en trompe-l’œil » ou perspective forcée, c’est-à-dire d'une architecture impraticable mais qui, inversement, apparait praticable, par l’emploi d’un dispositif perspectiviste linéaire, entre planéité de l’Autel réel et bas-relief des éléments architecturaux qui le composent (voûte, colonnes et chapiteaux).

L’oeuvre du maître de Fermignano datant des années 1480 inspirera par la suite d'autres fausses perspectives célèbres, comme celle du Teatro olimpico de Palladio (1580) ou celle de Borromini au Palazzo Spada (1632).

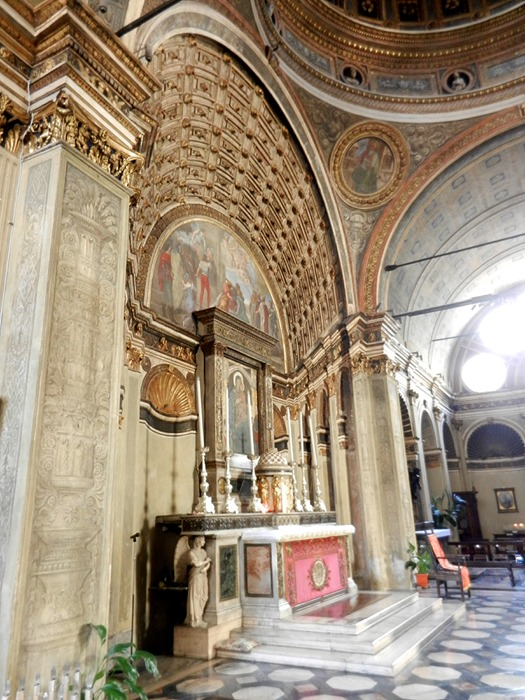
Vue latérale gauche du Trompe-l'Œil avec le bas-relief aux colonnes en raccourci.
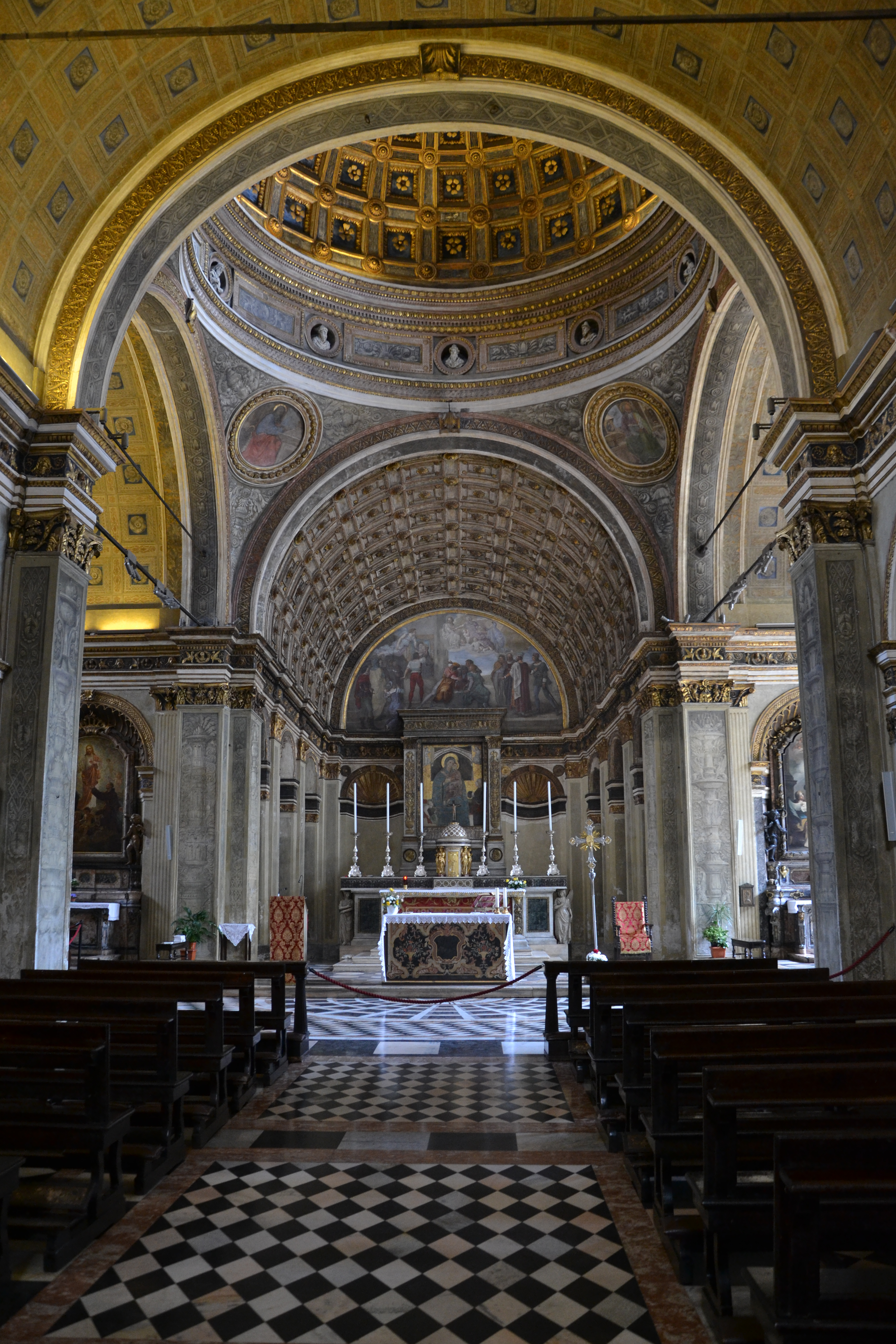
Vue frontale illusionniste de l'Autel en Trompe-l'Œil de Donato Bramante
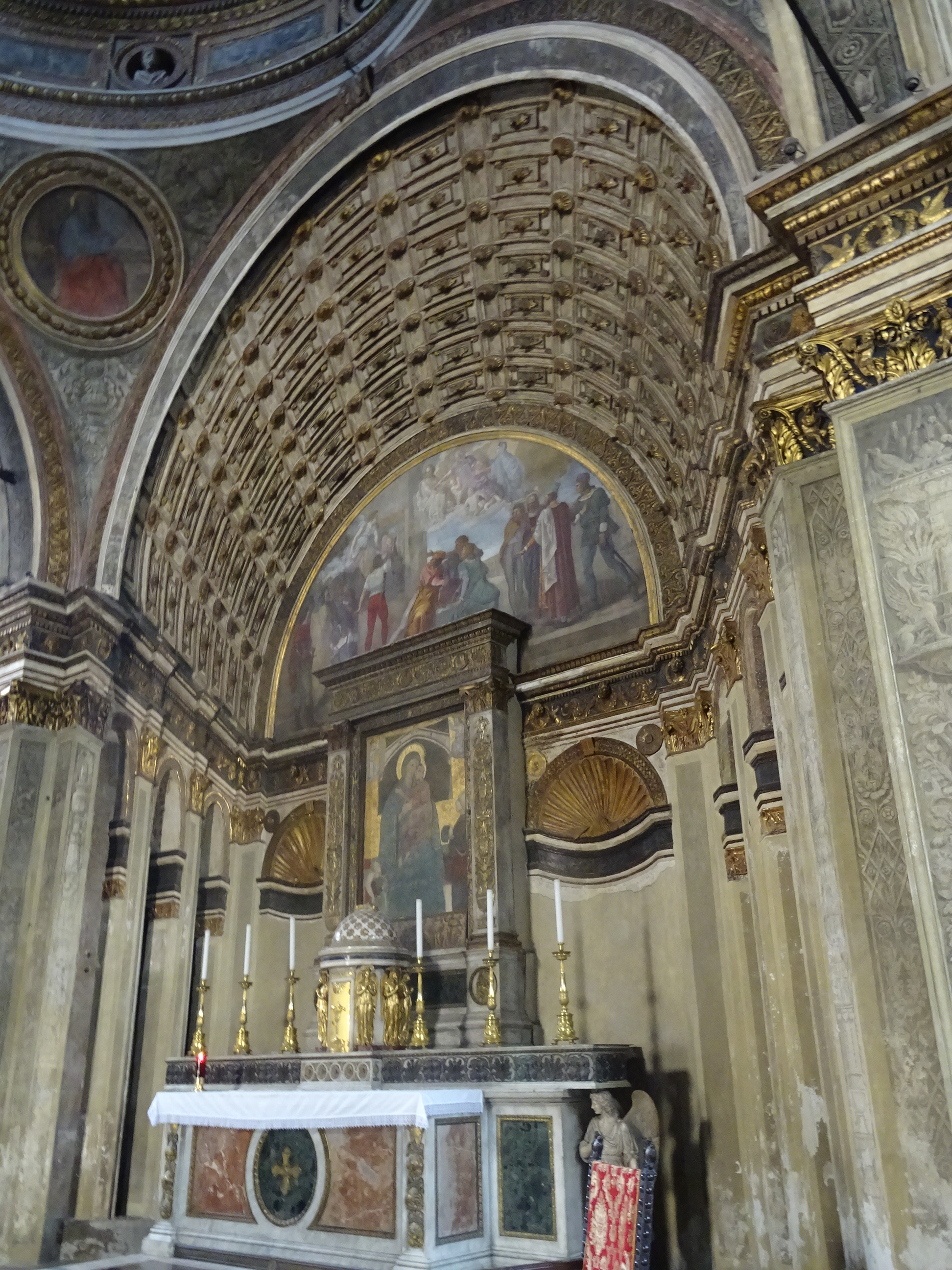
Vue latérale droite du Trompe-l'Œil avec le bas-relief aux colonnes en raccourci.

## Description
Le clocher est hérité de l'édifice roman ayant précédé la construction actuelle.
Le baptistère rattaché à l'église remonte au XVe siècle.
Le bâtiment comprend une nef voûtée en berceau flanquée de bas-côtés voûtés en arêtes.
La croisée du transept est couverte d'un dôme hémisphérique.

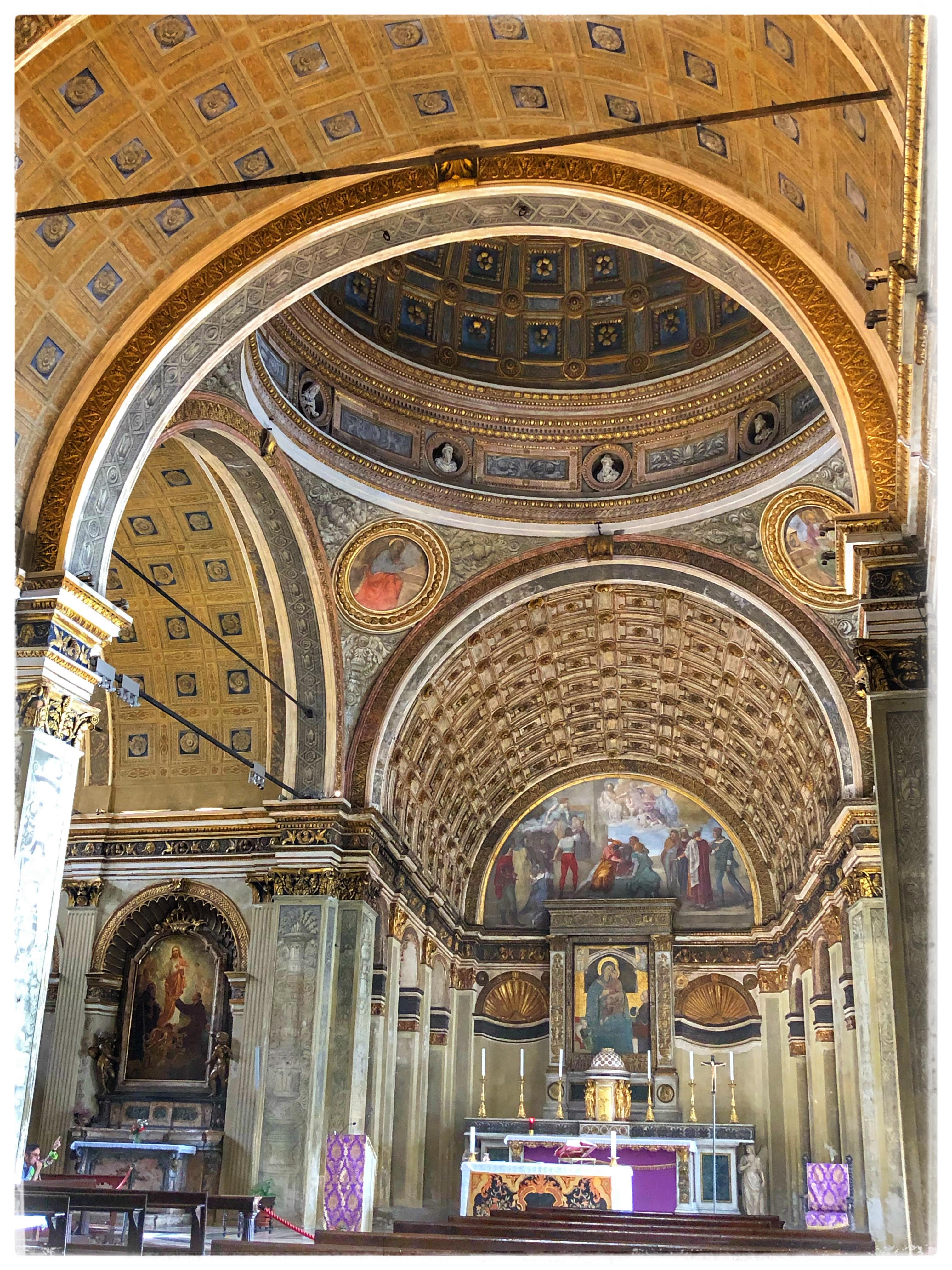
Vue oblique de l’Autel en trompe-l'œil de Bramante

Le chœur, amputé en raison du passage d'un axe important, fut remplacé  par une perspective de Bramante, ce qui constitue un des premiers exemples de trompe-l'œil de l’histoire de l'Art.
Du centre de la nef, l'autel parait placé dans un chœur profond surmonté d'une voûte à caissons et flanqué de niches peu profondes entre les piliers. Au-dessus de la croisée formée par les larges transepts, s'élève une coupole à caissons. À première vue cruciforme, cette église a en fait un plan en T. Les niches du mur est des transepts rappellent les formes austères et classiques inspirées par Piero della Francesca : coquille remplissant la partie supérieure arrondie, traitement des corniches, piliers avec application de pilastres soutenant les arcades de la nef et des transepts, traitement des caissons de la coupole et des voûtes. Une profusion d'ornements, typique de l'art milanais, masque la pureté et la rigueur des formes.
L'intérieur était à l'origine peint en blanc et doré. Les murs étaient ornés de fresques de Borgognone, aujourd'hui déposées à la Pinacothèque de Brera. Le petit oratoire, ou sacellum, de Saint-Satyr, était également décoré avec des briques, et par une Lamentation en terre-cuite d'Agostino Fonduli. On doit à ce même artiste un certain nombre de bustes en terre cuite de la sacristie — dont le plan central est inspiré de la chapelle de Portinari de la basilique Sant'Eustorgio ou de la cappella Colleoni. L'église conserve également un retable représentant L'Extase de saint Philippe Neri de Giuseppe Peroni (1764).
Le baptistère est placé dans l'angle de la nef et du transept sud. Les pilastres aux angles de l'octogone sont couverts d'un fin réseau d'ornements en relief, la frise de terre cuite surmontant les différents chapiteaux est composée de putti en haut-relief soutenant des médaillons d'où dépassent des têtes dégagées : au niveau supérieur, les piédestaux, les pilastres et la frise des piliers sont recouverts des mêmes abondantes arabesques et feuillages que ceux du niveau inférieur : la simplicité du plan, avec quatre niches profondes agrandissant et modelant l'espace intérieur de l'octogone, disparait presque sous les ornements.

## Photographies

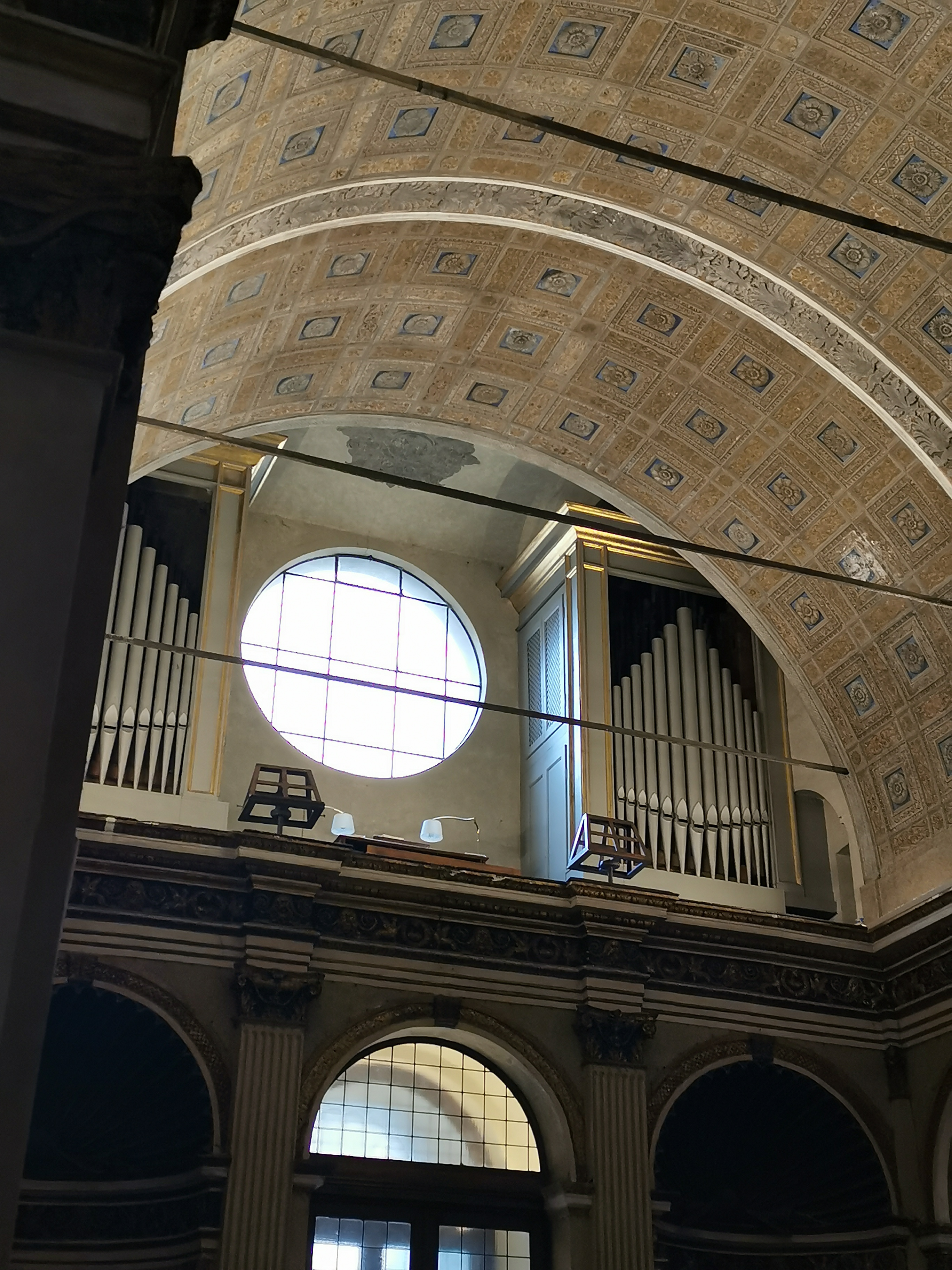
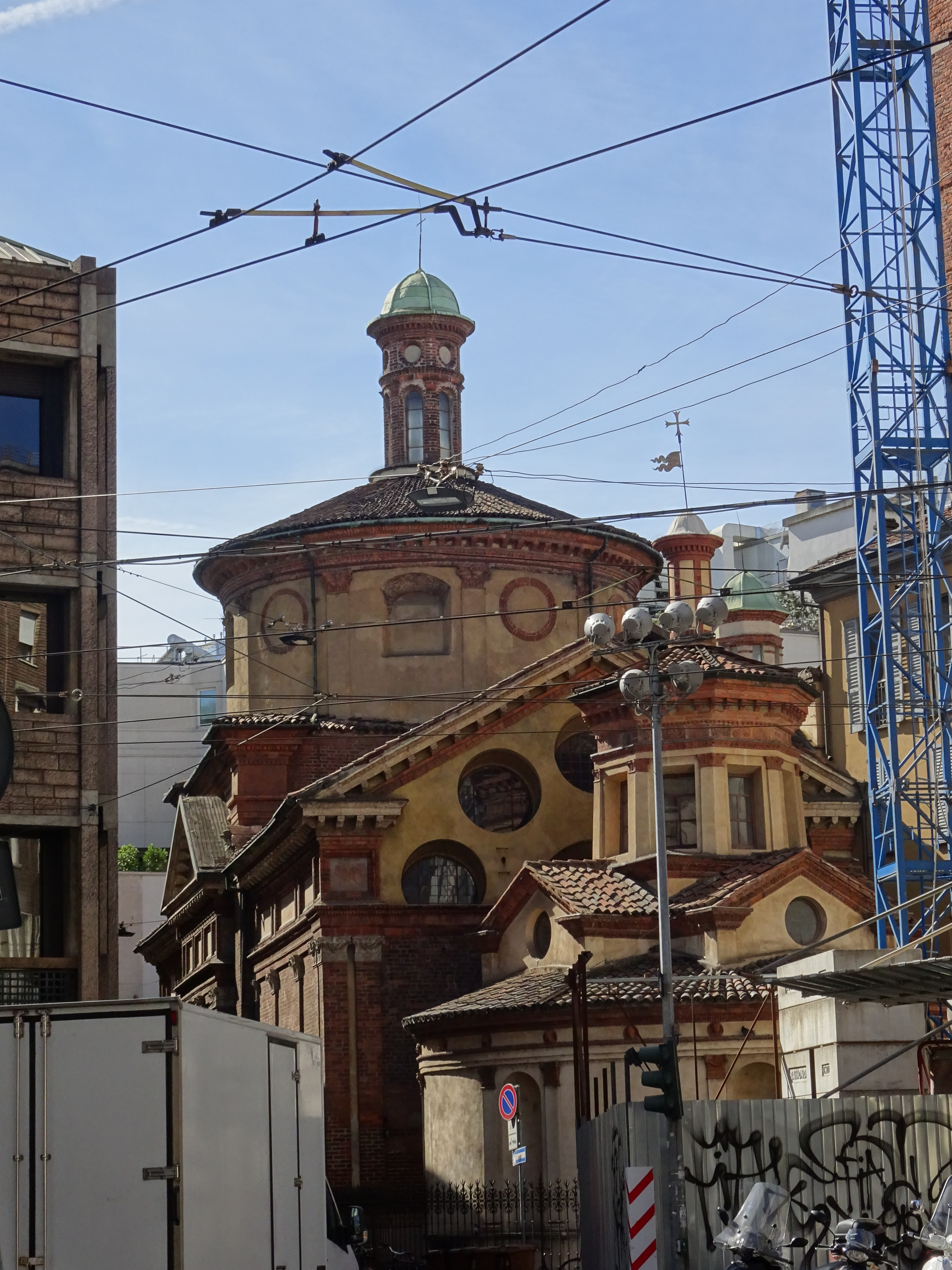
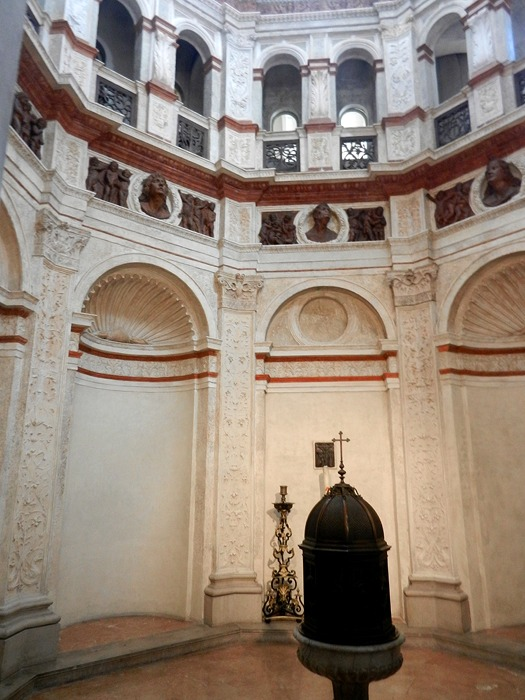
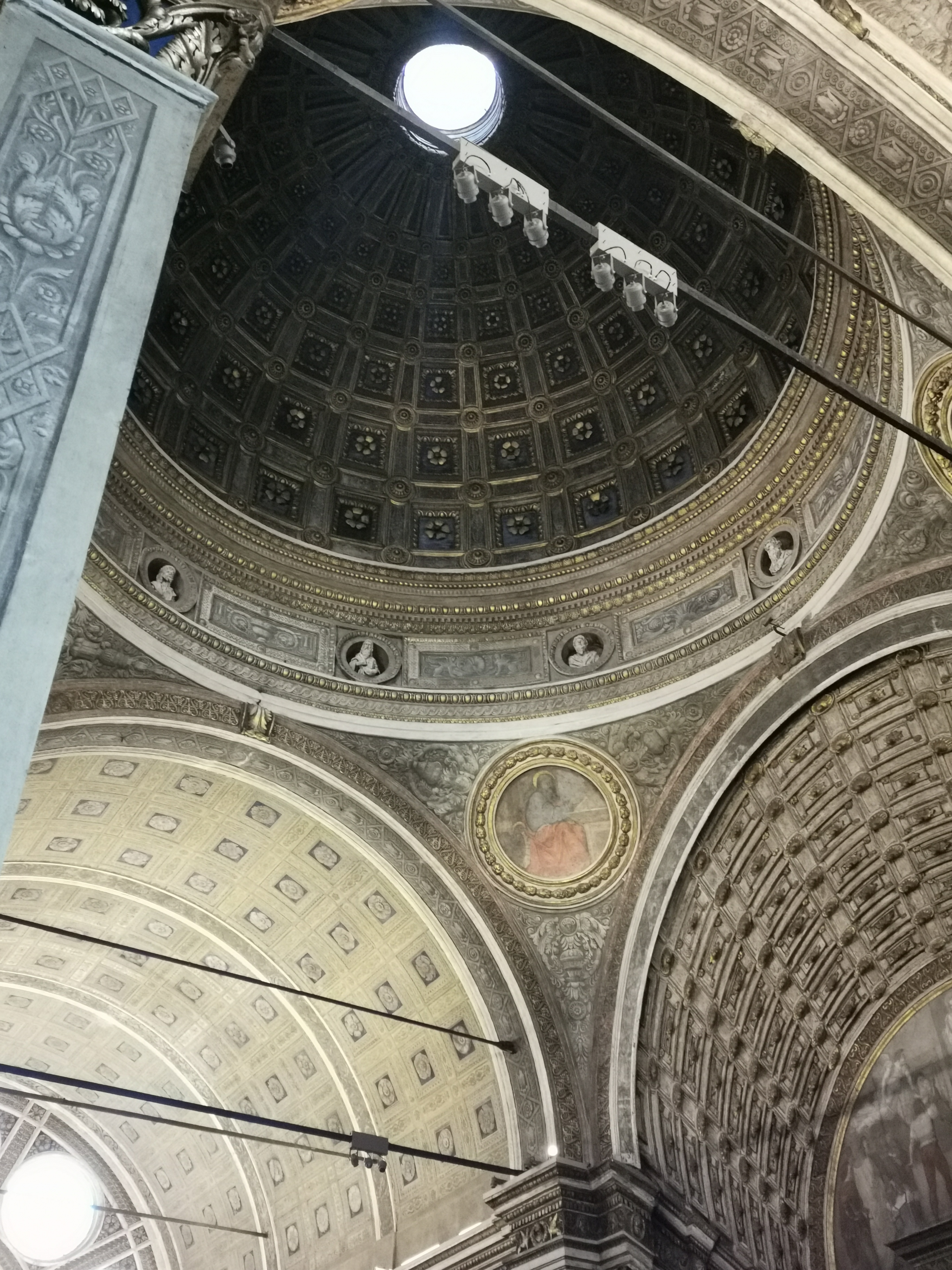
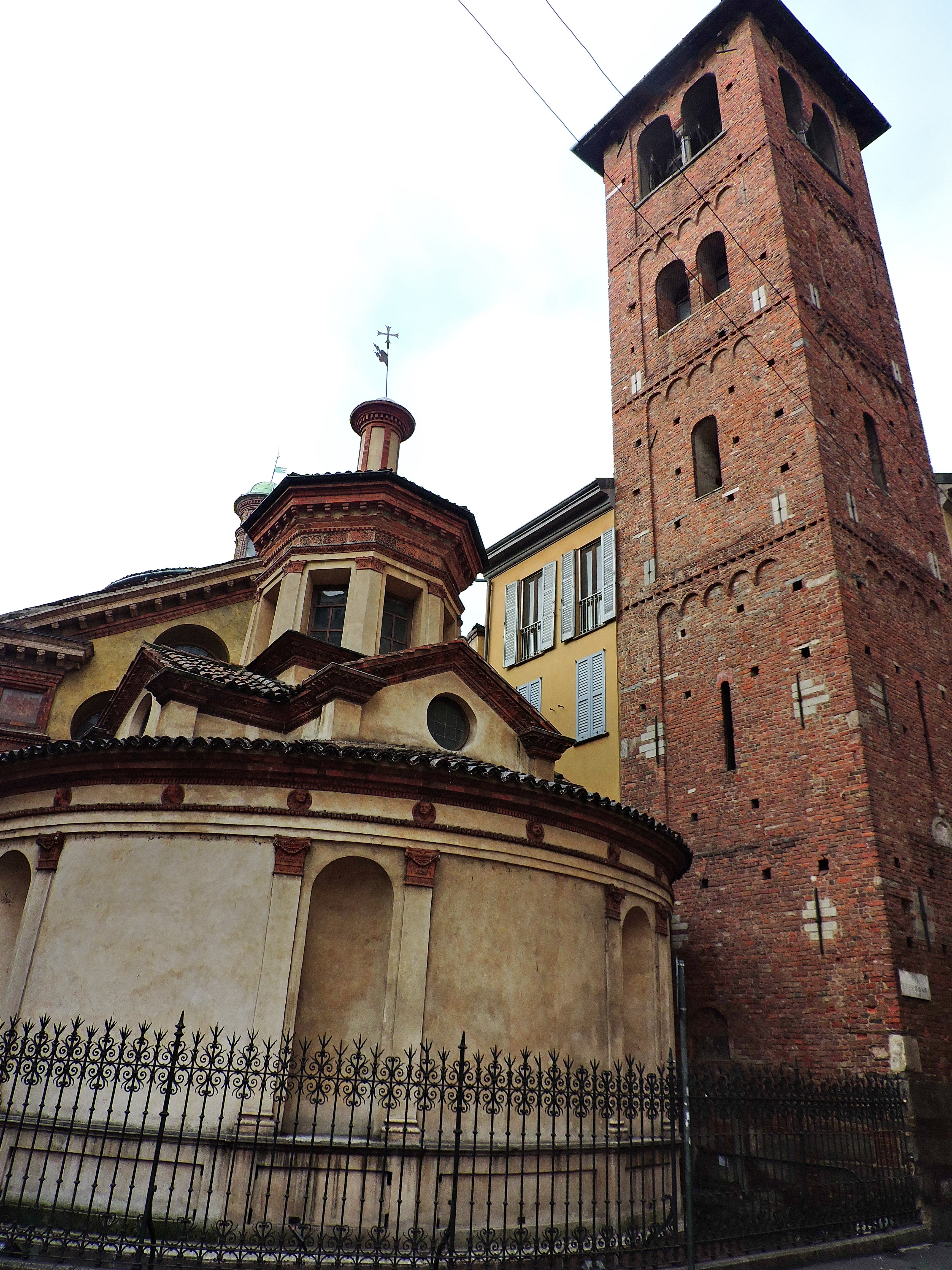
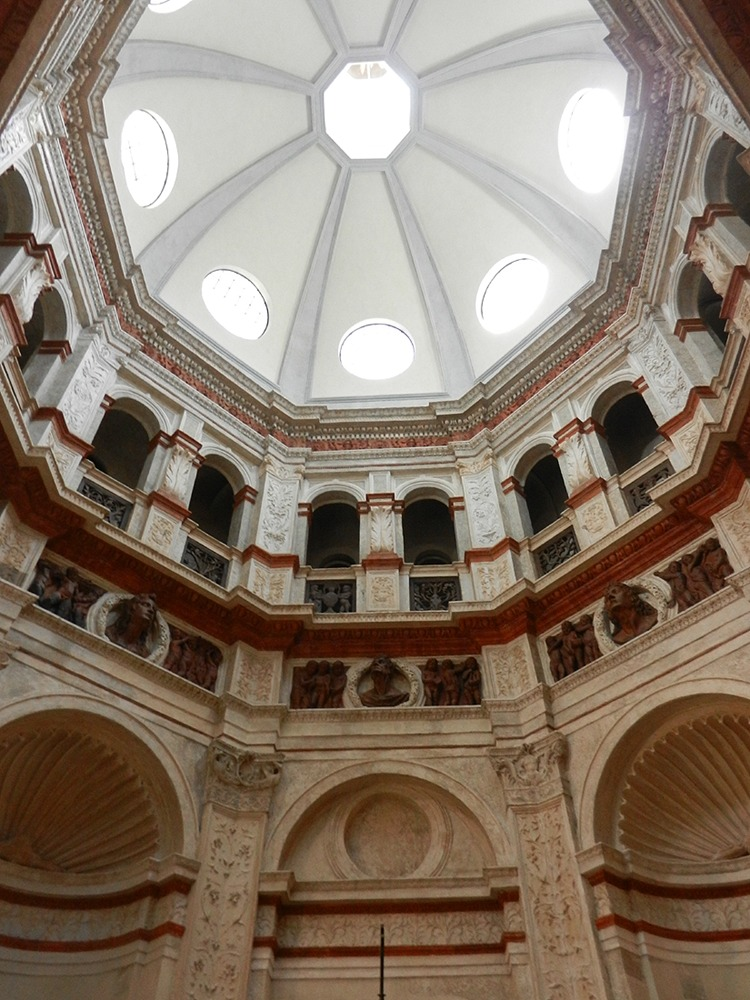